# Nyodes rangeri
Nyodes rangeri là một loài bướm đêm trong họ Noctuidae.